# Слобода-Кустовецкая
Слобода-Кустовецкая (укр. Слобода-Кустовецька) — село на Украине, находится в Хмельницком районе Винницкой области.
Код КОАТУУ — 0524883303. Население по переписи 2001 года составляет 242 человека. Почтовый индекс — 22042. Телефонный код — 4338.
Занимает площадь 1,2 км².
В селе действует храм Казанской иконы Божьей Матери Хмельницкого благочиния Винницкой епархии Украинской православной церкви.

## Адрес местного совета
22042, Винницкая область, Хмельницкий р-н, с. Крыжановка, ул. Привокзальная, 2